# بطولة الألغاز الأسترالية
في أواخر أربعينيات وأوائل خمسينات القرن العشرين، بدأ تنظيم بطولة الألغاز الأسترالية الوطنية وبثه مباشرة من قبل راديو ايه بي سي. هدفت البطولة إلى تعزيز قروض الحكومة الفيدرالية الأمنية لإعادة الإعمار يعد الحرب.
منذ عام 2007، بدأت البطولة تدار من قبل منظمة بطولة الألغاز العالمية.

## الفائزون

### في اللعبة الفردية
| العام | الفائز             |
| ----- | ------------------ |
| 1949  | أي إف جونز         |
| 1950  | دبليو جي ماكدونالد |
| 2007  | ديفيد ريجال        |
| 2008  | تريفور ايفانز      |
| 2009  | ديفيد فيكرز        |
| 2010  | ديفيد ريجال        |
| 2011  | عيسى شولتز         |
| 2012  | روس ايفانز         |
| 2013  | عيسى شولتز         |
| 2014  | عيسى شولتز         |
| 2015  | روس ايفانز         |
| 2016  | عيسى شولتز         |
| 2017  | عيسى شولتز         |
| 2018  | عيسى شولتز         |

### في اللعبة الزوجية
| العام | الفائزان                 |
| ----- | ------------------------ |
| 2012  | عيسى شولتز وهونزا ميكولا |
| 2013  | عيسى شولتز وديفيد ريجال  |
| 2014  | عيسى شولتز ومايكل لوغ    |
| 2015  | عيسى شولتز ومايكل لوغ    |
| 2016  | عيسى شولتز ومايكل لوغ    |
| 2017  | عيسى شولتز ومايكل لوغ    |
| 2018  | مايكل ساندرز وكوري ناجل  |

### الفرق
| العام | الفائزون                                                 |
| ----- | -------------------------------------------------------- |
| 2015  | غرايم ماكي، جيفري جيتنز، ليندون جونسون وغوردون ماكجريجور |
| 2016  | ليون ديري، روس إيفانز، جيم هكسلي وشين فرانسيس            |
| 2017  | ليون ديري، روس إيفانز، جيم هكسلي وشين فرانسيس            |
| 2018  | ليون ديري، روس إيفانز، جيم هكسلي وشين فرانسيس            |

## الإختبارات
منذ عام 2007، تخضع البطولة الأسترالية لشروط وأحكام بطولة الألغاز العالمية التي تخصص ساعتان (مع نصف ساعه راحة بعد الساعة الأولى) للإجابة على 240 سؤال في الثمان فئات التالية:
- مواضيع الثقافة: الهندسة المعمارية، الفنون، الفلسفة، المتاحف، الأديان والأساطير.
- مواضيع الترفيه: الموسيقى، بلوز، موسيقى الجاز، موسيقى الروك، البالية، الأوبرا، المسرحيات، المسلسلات الإذاعية والتلفزيونية.
- المواضيع التاريخية: الشئون الحالية، الاستكشافات، المشاهير والحضارات.
- نمط الحياة: الأزياء، الموضة، الطعام والشراب، المشغولات اليدوية، الصحة واللياقة البدنية، معتقدات العصر، المنتجات، العلامات التجارية والسياحة.
- مواضيع الإعلام: الأفلام، الشعر، الدراما، الكاريكاتير واللغة.
- مواضيع العلوم: الكيمياء، الرياضيات، الفيزياء، العلوم الاجتماعية، الحيوانات والنباتات.
- مواضيع الرياضة: الفرق الرياضية، السيارات، الرياضات الشتوية، الهوايات والتسلية.
- العالم: الجغرافيا، المدن، الفضاء، التكنولوجيا، النقل والاختراعات.

## وصلات خارجية
- بطولة الألغاز الأسترالية الوطنية
- بطولة الألغاز العالمية في أستراليا.
- بطولة الألغاز العالمية